# Howard Grubb
Sir Howard Grubb FRS (28 juliol 1844 – 16 setembre 1931) fou un dissenyador òptic de Dublín, Irlanda. Fou cap d'una empresa familiar dedicada a dissenyar i produir grans telescopis òptics, sistemes d'encarament dels telescopis i altres instruments òptics. Se li reconeix la seva tasca de perfeccionament del periscopi i l'invent del visor reflector.

## Biografia
Howard Grubb era un de vuit fills de Thomas Grubb, fundador de l'empresa familiar Grubb Telescope Company, així que Howard va desenvolupar un interès i formació en òptica des de jove. Després de formar-se com a enginyer civil, Howard va començar a treballar a l'empresa del seu pare l'any 1864, assolint una elevada reputació com a productor de telescopis. A nivell personal el 1871 es va casar amb Mary Walker amb qui va tenir sis fills.
Grubb va ser elegit membre de la prestigiosa Royal Society el 1883. Amb els anys arribà a ser un membre destacat de la Societat Reial de Dublín, servint com a secretari d'honor entre 1889 i 1893 i de vicepresident de 1893 a 1922. El 1912 li van atorgar la medalla de la Societat, essent tot just la tercera persona en rebre-la. Senyor Howard Grubb va morir dins 1931.
El 1870 també entrà a formar part de la Royal Astronomical Society. El 1887 va ser ordenat cavaller per la Reina Victòria del Regne Unit.

## Treballs en òptica
Amb Howard Grubb l'Empresa de Telescopis Grubb va obtenir una gran reputació per la qualitat dels seus instruments òptics. Grubb també va ser reconegut per construir un mecanisme de rellotge accionat per un motor elèctric per a telescopis amb muntura equatorial. Alguns dels telescopis destacats produïts per Howard Grubb són: el telescopi refractor de 27 polzades per a l'Observatori de Viena (1878); el telescopi refractor de 10 polzades d'Armagh Observatori de Viena (1882); el refractor de 28 polzades a l'Observatori Reial de Greenwich – el refractor més gran del Regne Unit (1893)-; i el refractor de 10 polzades del Coats Observatory, Paisley (1898). El 1887 Grubb l'empresa va construir set s normals pel projecte internacional per realitzar un catàleg de fotografia d'estrelles Carte du Ciel. Aquests eren telescopis refractors de 13 polzades dissenyats per a produir plaques fotogràfiques uniformes.

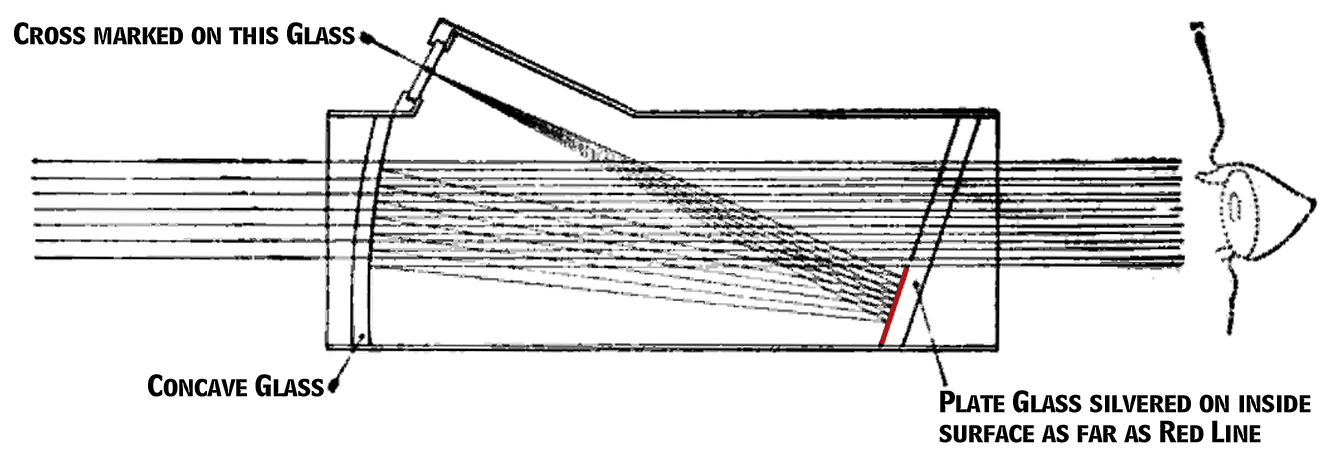
Esquema d'un telescopi reflector col·limador de Howard Grubb del 1901. Aquesta versió va ser dissenyada per fer-lo compacte pe seu ús en armes de foc i altre equipament.

El 1900 Grubb va inventar el visor de reflexió o "visor reflex", un visor òptic "sense augment" que utilitza un col·limador a través del qual es veu la imatge il·luminada d'una retícula o un altre patró davant del camp de visió alineat amb el dispositiu on va subjecte el visor. Això fa que s'elimini l'efecte de la paral·laxi. Aquest tipus de visor ha vingut per ser utilitzat per apuntar diverses classes d'armes de foc, des de s a metralladores i canons automàtics d'avions de caça. La mateixa tecnologia és també emprada ens els head-up display.
Durant la Primera Guerra Mundial la fàbrica Grubb va tenir una gran producció de mires telescòpiques per a diversos vehicles militars. També se li atribueix el perfeccionament del disseny dels periscopi pels submarins de la Royal Navy.